# Michel Godet
Pour les articles homonymes, voir Godet.
Michel Godet, né le 9 avril 1948, est un économiste, membre de l'Académie des technologies, vice-président de la fondation MMA des Entrepreneurs du Futur qui organise chaque année le Grand Prix des Bonnes nouvelles des territoires. De 1982 à 2014, il a été professeur au Conservatoire national des arts et métiers, titulaire de la chaire de prospective stratégique et auteur d'ouvrages économiques sur le travail ou l'évolution démographique.

## Biographie

### Jeunesse et formation
Il obtient un doctorat en statistique à l'université Paris-Sorbonne - Paris-IV en 1974, puis un doctorat en sciences économiques à l'université Panthéon-Sorbonne Paris-1 en 1976 (sujet de thèse : Crise de la prévision, essor de la prospective).  

### Parcours professionnel
Michel Godet est membre de l’Académie des Technologies et vice-président de la Fondation MMA des Entrepreneurs du Futur et président du jury du Grand Prix des Bonnes nouvelles des territoires qui récompense chaque année des initiatives impertinentes et réussies.
Il préside le Cercle d'Action pour la Prospective (CAP Prospective) qui a mis en ligne gratuitement et en quatre langues les logiciels et outils de la prospective stratégique depuis 2003.
Il est administrateur de la société Bongrain et d'Agipi, un partenaire d’Axa.
Il est aussi membre du conseil d'orientation de l'Institut Montaigne et administrateur de Futuribles international. Il a été membre du Conseil d’analyse économique rattaché au Premier ministre de 2004 à 2012.
Il est officier de la Légion d'Honneur et de l'ordre national du mérite.

## Prises de position
Il se déclare lui-même comme un social libéral interventionniste et affirme avoir horreur que l'on "mette les gens dans des cases". Laurent Joffrin, dans Libération du 2 juillet 2015, l'a reconnu comme "l'inclassable Michel Godet".
Il est partisan  du [pas clair]"développement endogène" des territoires (voir Créativité et innovation dans les territoires", rapport du Conseil d'Analyse économique) et d'une adaptation du modèle français à la mondialisation économique en devenant moins jacobin et plus girondin (Voir Changer la France par le bas, le Figaro du 23 juin 2015).
Il défend le revenu minimum d'activité, un système proche du Workfare américain, qui vise à compléter le revenu insuffisant issu d'un emploi. Il permettrait aux salariés dont le revenu est inférieur à un certain seuil de bénéficier d'un crédit d'impôt. C’est ainsi qu’il a pris position contre le revenu de solidarité active. Il dénonce une politique d’assistance sans contrepartie,.
Il a également pris parti dans le débat sur les questions environnementales en critiquant les « affirmations alarmistes » et rappelé  que le climat était bien plus chaud en l'an 1000. Il a depuis pris position sur « l'insoutenable développement durable » à la suite du Grenelle de l'environnement en 2007,. « Si le Grenelle de l'environnement avait été un Grenelle du développement durable il aurait porté sur le suicide démographique de l’Europe et sur la dette que nous transmettons aux générations futures » : « il ne sert à rien de sauver les baleines s’il n’y a plus d’enfant pour les regarder ».
Il est opposé depuis 1997 aux 35 heures car selon lui « ce n'est pas en ramant moins qu'on avance plus vite » et parce qu'il « faut des temps morts pour vivre le lien social dans les entreprises » . Il a également repris en 2003, l'idée des Créateurs d'emplois et de richesse de France (Cerf) d'une sortie des 35 heures au moyen des heures supplémentaires non imposables, parlant de « black officiel », mais sans l'exonération de cotisations sociales préconisée par ces derniers,,.
Dans le milieu des économistes, il se caractérise par le lien qu'il fait systématiquement entre dynamique démographique et croissance économique ainsi que par le rôle clé que joue, selon lui, la famille dans l’éducation  et l’investissement en capital humain,.
Il est partisan d'une politique d'immigration qualitative et dénonce notamment « une immigration trop centrée sur l’Afrique et le regroupement familial, et peu ciblée sur le travail ».
Il est cité par Nous Citoyens comme membre de son comité de soutien.

## Critiques
Michel Godet est mentionné dans le film de Yannick Kergoat et Gilles Balbastre, issu du livre éponyme de Serge Halimi et paru en 1997, Les Nouveaux Chiens de garde, en tant qu'interlocuteur privilégié des médias. Les auteurs du film s'interrogent sur sa proximité avec les puissances industrielles et médiatiques.

## Publications
- Bonnes nouvelles des territoires, éditions Odile Jacob, 2016.
- Libérer l'emploi pour sauver les retraites (20 propositions), éditions Odile Jacob, 2014
- La France des bonnes nouvelles, avec Alain Lebaube et Philippe Ratte, éditions Odile Jacob, 2012
- Bonnes Nouvelles des Conspirateurs du futur, éditions Odile Jacob, 2011
- Créativité et innovation dans les territoires, avec Philippe Durance et Marc Mousli, rapport CAE no 92 documentation française septembre 2010. Version poche sous le titre  Libérer l’innovation dans les territoires.
- Le Courage du bon sens, pour construire l’avenir autrement, éditions Odile Jacob, troisième édition revue et augmentée, 2009.
- La Prospective stratégique pour les entreprises et les territoires, avec Philippe Durance, Édition Dunod, collection Topos, septembre 2008.
- La Famille une affaire privée et publique, avec Évelyne Sullerot, Poche, la Documentation française 2007, réédition en 2009.
- Le Vieillissement, une bonne nouvelle, avec Marc Mousli rapport CAE  2007 édité en poche en 2009 à la Documentation française.
- Manuel de prospective stratégique (2 tomes), Tome 1 l’indiscipline intellectuelle, tome 2 L’Art et la méthode 3e édition, Dunod, 2007.
- Le Choc de 2006, Odile Jacob, 2003 (prix du livre d'économie), réédité en 2006.
- Creating Futures: Scenario-planning as a strategic management tool, Economica-Brookings, deuxième édition 2006.
- Emploi : le grand mensonge, Pocket, 1999
- La Pensée unique — Le vrai procès, Economica, 1998 (ouvrage collectif, avec des textes notamment de Françoise Thom et de Jean-Pierre Thiollet, qui a eu un certain retentissement).
- L'emploi est mort, vive l'activité, Fixot, 1994, deuxième édition Pocket 1997, grand prix du livre sur la mutation du travail
- De l’anticipation à l’action, Dunod 1991
- L’avenir Autrement, Armand Colin, 1991
- Prospective et planification stratégique, Economica, 1985
- Radioscopie du Japon, avec Pierre-Noël Giraud, Economica 1987.
- Crise de la Prévision, essor de la prospective, PUF 1977.